# Черемисиновский район
Череми́синовский район — административно-территориальная единица (район) и муниципальное образование (муниципальный район) на востоке Курской области России.
Административный центр — рабочий посёлок Черемисиново, находящийся от Курска по железной дороге в 86 км, по шоссейной — в 88 км.

## География
Расположен в лесостепной зоне Среднерусской возвышенности. Площадь района составляет 813 км² (2,7 % территории области). Граничит со Щигровским, Тимским, Советским районами Курской области, а также с Орловской областью. Протяженность с запада на восток — 32 км, а с севера на юг — 37 км.
Природа
Основные реки — Тим, Косоржа, Щигор — относятся к бассейну Дона, общая протяженность Tима, Косоржи и Щигора составляет 91 км. Водораздельной грядой, влияющей на речные долины Черемисиновского района служит Тимско-Щигровская гряда Среднерусской возвышенности, там берут начало реки, протекающие по территории Черемисиновского района, все они впадают в реку Тим, пересекающую район с юга на север. На поверхности водораздельных возвышенностей рек Щигор и Толстый Колодец, а также Косоржа и Должанка существуют пологие углубления округлой формы — т. н. «слепые блюдца» с диаметром от 40 м и более. В низинных частях речных долин есть болота, но их общая площадь незначительна — 262 га (менее 0,5 % от всей территории района). Почвенный покров: чернозёмы — 85,4 %, пойменные почвы — 6 %, почвы крупных балочных склонов — 5,5 %.
Климат умеренно континентальный. Среднегодовое количество осадков — 553 мм. Среднегодовая температура воздуха — +4,9 °C.

## История
Район был образован в 1928 году в составе Курского округа Центрально-Чернозёмной области, на части территории упразднённого Щигровского уезда Курской губернии. После решения ЦИК и СНК СССР 23 июля 1930 года о упразднении округов их с непосредственным подчинении районов областному центру, произошли административно-территориальные изменения в составе района к Советскому району отошли Емельяновский, Мансуровский сельсоветы Черемисиновского района (которые прежде относились к Липовской волости Щигровского уезда). В 1934 году район вошёл в состав вновь образованной Курской области.
Во время Великой Отечественной войны, с ноября 1941 года по июнь 1942 года на территории Черемисиновского района Курской области удерживала фронт 87-я стрелковая дивизия, за мужество и стойкость, проявленные в этих боях, дивизия была преобразована в 13-ю гвардейскую и награждена Орденом Ленина. 10 февраля 1942 года, здесь, в селе Красная Поляна дивизии было вручено Гвардейское знамя.
1 февраля 1963 года, в результате административной реформы по укрупнению, Черемисиновский район был упразднен, а его территория вошла в состав Щигровского района.
Указом Президиума Верховного Совета РСФСР от 30 декабря 1966 года и решением Курского облисполкома № 1 от 2 января 1967 года Черемисиновский район был восстановлен. В состав Черемисиновского района вошли: Исаковский, Краснополянский, Липовский, Михайловский, Ниженский, Нижнеольховатский, Новосавинский, Покровский, Русановский, Стакановский, Старосавинский и Удеревский сельсоветы Щигровского района.

## Население
| 1989   | 2002    | 2004    | 2007    | 2009    | 2010    | 2011    | 2012  | 2013  |
| ------ | ------- | ------- | ------- | ------- | ------- | ------- | ----- | ----- |
| 14 160 | ↘12 431 | ↘12 100 | ↘11 018 | ↘10 743 | ↘10 347 | ↘10 266 | ↘9985 | ↘9700 |
| 2014   | 2015    | 2016    | 2017    | 2018    | 2019    | 2020    | 2021  |       |
| ↘9559  | ↘9363   | ↘9289   | ↘9128   | ↘8995   | ↘8735   | ↘8526   | ↘7804 |       |

### Урбанизация
Городское население (рабочий посёлок Черемисиново) составляет 43,14 % от всего населения района.

### Национальный состав
По итогам переписи населения 2020 года проживали следующие национальности (национальности менее 0,1 % и другое, см. в сноске к строке «Другие»):
| Национальность | Численность, чел. | Доля     |
| -------------- | ----------------- | -------- |
| Русские        | 7342              | 94,08 %  |
| Турки          | 94                | 1,20 %   |
| Армяне         | 49                | 0,63 %   |
| Украинцы       | 24                | 0,31 %   |
| Азербайджанцы  | 11                | 0,14 %   |
| Другие         | 284               | 3,64 %   |
| Итого          | 7804              | 100,00 % |

## Административное деление
Черемисиновский район как административно-территориальная единица включает 14 сельсоветов и один рабочий посёлок.
В рамках организации местного самоуправления в муниципальный район входят 9 муниципальных образований, в том числе 1 городское и 8 сельских поселений:
| №        | Муниципальное образование | Административный центр       | Количество населённых пунктов | Население (чел.) | Площадь (км²) |
| -------- | ------------------------- | ---------------------------- | ----------------------------- | ---------------- | ------------- |
| 1e-06    | Городские поселения:      |                              |                               |                  |               |
| 1        | посёлок Черемисиново      | рабочий посёлок Черемисиново | 1                             | ↗3367            | 7,15          |
| 1.000002 | Сельские поселения:       |                              |                               |                  |               |
| 2        | Краснополянский сельсовет | деревня Хмелевская           | 21                            | ↘1135            | 161,41        |
| 3        | Михайловский сельсовет    | село Михайловка              | 20                            | ↘912             | 162,68        |
| 4        | Ниженский сельсовет       | деревня Мяснянкино           | 7                             | ↘466             | 76,33         |
| 5        | Петровский сельсовет      | село Петрово-Хутарь          | 1                             | ↘264             | 38,80         |
| 6        | Покровский сельсовет      | деревня Сельский Рогачик     | 7                             | ↘397             | 61,86         |
| 7        | Русановский сельсовет     | село Русаново                | 15                            | ↘616             | 137,08        |
| 8        | Стакановский сельсовет    | село Стаканово               | 15                            | ↘492             | 101,75        |
| 9        | Удеревский сельсовет      | деревня Удерево              | 12                            | ↘155             | 65,96         |

В ходе муниципальной реформы 2006 года в составе новообразованного муниципального района законом Курской области от 21 октября 2004 года были созданы 15 муниципальных образований, в том числе одно городское поселение (в рамках рабочего посёлка) и 14 сельских поселений в границах сельсоветов.
1. Ефремовский сельсовет — д. Ефремовка, д. Ивановка, д. Становое, д. Сухой Хутор, с. Чернянка;
2. Исаковский сельсовет — с. Исаково, д. Должанка, д. Ивановка, д. Ракзинка;
3. Краснополянский сельсовет — д. Хмелевская;
4. Липовский сельсовет — д. Теплое, д. Баклановка, д. Бобровка, д. Жаровка, д. Лески, д. Муравка, д. Прилепы, д. Сенчуковка, д. Хворостянка;
5. Михайловский сельсовет — с. Михайловка, д. Дурновка, д. 1-я Знаменка, д. 2-я Знаменка, д. Корсовка, д. Малиновка, д. Основное, д. Петрищево, с. Толстый Колодезь, д. Трухочевка, д. Хрущевка;
6. Ниженский сельсовет — д. Мяснянкино, д. Жуково, д. Луговское, д. Мещеринка, д. Ниженка, д. Среднее Жуково, д. Среднее Общество;
7. Нижнеольховатский сельсовет — с. Нижнеольховатое, д. 2-е Бутырки, д. Волчанка, х. Дворянка, д. Картавцевы Выселки, д. Косиновка;
8. Новосавинский сельсовет — д. Садовка, д. Безобразово, д. Бутырки, д. Камышовка, д. Карасевка, с. Новые Савины, д. Серединка, с. Старые Савины, д. Филюшкины;
9. Петровский сельсовет — с. Петрово-Хутарь;
10. Покровский сельсовет — д. Сельский Рогачик, д. Алтуховка, д. Огневка, х. Подлесье, х. Толстянка, д. Удеревка, д. Чубаровка;
11. Русановский сельсовет — с. Русаново, д. Головановка, д. Головинка, д. Гореловка, д. Громовое, д. Заикинка, д. Кулига, д. Никитское, д. Плаховка;
12. Стакановский сельсовет — с. Стаканово, д. Алексеевка, д. Баранцевские Выселки, д. 1-е Бутырки, д. Заречье, д. Москвинка, д. Новая Даниловка, д. Орлянка, д. Осиновка, с. Рындинка, д. Юдинка;
13. Старосавинский сельсовет — с. Старые Савины, д. Исаково, д. Косоржа, д. Низ, д. Сулаевка, д. Чапкино;
14. Удеревский сельсовет — д. Удерево, д. Архангельское Уединение, д. Вышний Щигор, д. Дуровка, д. Карташовка, д. Крюково, д. Нижний Щигор, д. Парменовка, д. Ползиковка, д. Уединенное, д. Хитровка, д. Хохловка.

Законом Курской области от 26 апреля 2010 года был упразднён ряд сельских поселений: Старосавинский сельсовет, Ефремовский сельсовет и Новосавинский сельсовет (включены в Краснополянский сельсовет); Нижнеольховатский сельсовет (включён в Русановский сельсовет); Липовский сельсовет (включён в Михайловский сельсовет); Исаковский сельсовет (включён в Стакановский сельсовет). Соответствующие сельсоветы как административно-территориальные единицы упразднены не были.

## Населённые пункты
В Черемисиновском районе 99 населённых пунктов, в том числе один городской (рабочий посёлок) и 98 сельских населённых пунктов.
| №  | Населённый пункт        | Тип             | Население | Муниципальное образование |
| -- | ----------------------- | --------------- | --------- | ------------------------- |
| 1  | Алексеевка              | деревня         | ↘0        | Стакановский сельсовет    |
| 2  | Алтуховка               | деревня         | ↗87       | Покровский сельсовет      |
| 3  | Архангельское Уединение | деревня         | →6        | Удеревский сельсовет      |
| 4  | Баклановка              | деревня         | ↘13       | Михайловский сельсовет    |
| 5  | Баранцевские Выселки    | деревня         | ↘42       | Стакановский сельсовет    |
| 6  | Безобразово             | деревня         | ↘90       | Краснополянский сельсовет |
| 7  | Бобровка                | деревня         | ↘141      | Михайловский сельсовет    |
| 8  | Бутырки                 | деревня         | ↘11       | Краснополянский сельсовет |
| 9  | Волчанка                | деревня         | ↘25       | Русановский сельсовет     |
| 10 | Вышний Щигор            | деревня         | ↘25       | Удеревский сельсовет      |
| 11 | Головановка             | деревня         | ↘14       | Русановский сельсовет     |
| 12 | Головинка               | деревня         | ↘87       | Русановский сельсовет     |
| 13 | Гореловка               | деревня         | ↘52       | Русановский сельсовет     |
| 14 | Громовое                | деревня         | ↘45       | Русановский сельсовет     |
| 15 | Дворянка                | хутор           | ↘20       | Русановский сельсовет     |
| 16 | Должанка                | деревня         | ↘22       | Стакановский сельсовет    |
| 17 | Дурновка                | деревня         | ↗111      | Михайловский сельсовет    |
| 18 | Дуровка                 | деревня         | ↘0        | Удеревский сельсовет      |
| 19 | Ефремовка               | деревня         | ↘112      | Краснополянский сельсовет |
| 20 | Жаровка                 | деревня         | ↘65       | Михайловский сельсовет    |
| 21 | Жуково                  | деревня         | ↘53       | Ниженский сельсовет       |
| 22 | Заикинка                | деревня         | ↘22       | Русановский сельсовет     |
| 23 | Заречье                 | деревня         | ↘52       | Стакановский сельсовет    |
| 24 | Ивановка                | деревня         | ↘77       | Краснополянский сельсовет |
| 25 | Ивановка                | деревня         | ↘0        | Стакановский сельсовет    |
| 26 | Исаково                 | деревня         | ↘127      | Краснополянский сельсовет |
| 27 | Исаково                 | село            | ↘257      | Стакановский сельсовет    |
| 28 | Камышовка               | деревня         | ↘19       | Краснополянский сельсовет |
| 29 | Карасевка               | деревня         | ↘44       | Краснополянский сельсовет |
| 30 | Картавцевы Выселки      | деревня         | ↘8        | Русановский сельсовет     |
| 31 | Карташовка              | деревня         | ↘25       | Удеревский сельсовет      |
| 32 | Корсовка                | деревня         | ↘15       | Михайловский сельсовет    |
| 33 | Косиновка               | деревня         | ↘11       | Русановский сельсовет     |
| 34 | Косоржа                 | деревня         | ↘2        | Краснополянский сельсовет |
| 35 | Крюково                 | деревня         | ↘77       | Удеревский сельсовет      |
| 36 | Кулига                  | деревня         | ↘33       | Русановский сельсовет     |
| 37 | Лески                   | деревня         | ↘36       | Михайловский сельсовет    |
| 38 | Луговское               | деревня         | ↘5        | Ниженский сельсовет       |
| 39 | Малиновка               | деревня         | ↘6        | Михайловский сельсовет    |
| 40 | Мещеринка               | деревня         | ↘72       | Ниженский сельсовет       |
| 41 | Михайловка              | село            | ↘231      | Михайловский сельсовет    |
| 42 | Москвинка               | деревня         | ↘59       | Стакановский сельсовет    |
| 43 | Муравка                 | деревня         | ↘3        | Михайловский сельсовет    |
| 44 | Мяснянкино              | деревня         | ↘167      | Ниженский сельсовет       |
| 45 | Ниженка                 | деревня         | ↗222      | Ниженский сельсовет       |
| 46 | Нижнеольховатое         | село            | ↘206      | Русановский сельсовет     |
| 47 | Нижний Щигор            | деревня         | ↘25       | Удеревский сельсовет      |
| 48 | Низ                     | деревня         | ↘42       | Краснополянский сельсовет |
| 49 | Никитское               | деревня         | ↘181      | Русановский сельсовет     |
| 50 | Новая Даниловка         | деревня         | ↘33       | Стакановский сельсовет    |
| 51 | Новые Савины            | село            | →46       | Краснополянский сельсовет |
| 52 | Огневка                 | деревня         | ↘36       | Покровский сельсовет      |
| 53 | Орлянка                 | деревня         | ↘37       | Стакановский сельсовет    |
| 54 | Осиновка                | деревня         | ↘51       | Стакановский сельсовет    |
| 55 | Основное                | деревня         | ↘31       | Михайловский сельсовет    |
| 56 | Парменовка              | деревня         | ↘34       | Удеревский сельсовет      |
| 57 | Петрищево               | деревня         | ↘42       | Михайловский сельсовет    |
| 58 | Петрово-Хутарь          | село            | ↘264      | Петровский сельсовет      |
| 59 | Плаховка                | деревня         | ↘13       | Русановский сельсовет     |
| 60 | Подлесье                | хутор           | ↘36       | Покровский сельсовет      |
| 61 | Ползиковка              | деревня         | ↘10       | Удеревский сельсовет      |
| 62 | Прилепы                 | деревня         | ↘34       | Михайловский сельсовет    |
| 63 | Ракзинка                | деревня         | ↘12       | Стакановский сельсовет    |
| 64 | Русаново                | село            | ↘260      | Русановский сельсовет     |
| 65 | Рындинка                | село            | ↘21       | Стакановский сельсовет    |
| 66 | Садовка                 | деревня         | ↘81       | Краснополянский сельсовет |
| 67 | Сельский Рогачик        | деревня         | ↘280      | Покровский сельсовет      |
| 68 | Сенчуковка              | деревня         | ↘6        | Михайловский сельсовет    |
| 69 | Серединка               | деревня         | ↘49       | Краснополянский сельсовет |
| 70 | Среднее Жуково          | деревня         | ↘74       | Ниженский сельсовет       |
| 71 | Среднее Общество        | деревня         | ↘95       | Ниженский сельсовет       |
| 72 | Стаканово               | село            | ↘117      | Стакановский сельсовет    |
| 73 | Становое                | деревня         | ↘26       | Краснополянский сельсовет |
| 74 | Старые Савины           | село            | ↘39       | Краснополянский сельсовет |
| 75 | Старые Савины           | село            | ↘164      | Краснополянский сельсовет |
| 76 | Сулаевка                | деревня         | ↘53       | Краснополянский сельсовет |
| 77 | Сухой Хутор             | деревня         | →0        | Краснополянский сельсовет |
| 78 | Тёплое                  | деревня         | ↘84       | Михайловский сельсовет    |
| 79 | Толстый Колодезь        | село            | ↘171      | Михайловский сельсовет    |
| 80 | Толстянка               | хутор           | ↘28       | Покровский сельсовет      |
| 81 | Трухочевка              | деревня         | ↘10       | Михайловский сельсовет    |
| 82 | Удеревка                | деревня         | ↘78       | Покровский сельсовет      |
| 83 | Удерево                 | деревня         | ↘168      | Удеревский сельсовет      |
| 84 | Уединенное              | деревня         | ↘9        | Удеревский сельсовет      |
| 85 | Филюшкины               | деревня         | ↘11       | Краснополянский сельсовет |
| 86 | Хворостянка             | деревня         | ↘52       | Михайловский сельсовет    |
| 87 | Хитровка                | деревня         | ↗20       | Удеревский сельсовет      |
| 88 | Хмелевская              | деревня         | ↘497      | Краснополянский сельсовет |
| 89 | Хохловка                | деревня         | ↘5        | Удеревский сельсовет      |
| 90 | Хрущевка                | деревня         | ↘28       | Михайловский сельсовет    |
| 91 | Чапкино                 | деревня         | ↘58       | Краснополянский сельсовет |
| 92 | Черемисиново            | рабочий посёлок | ↗3367     | посёлок Черемисиново      |
| 93 | Чернянка                | село            | ↘36       | Краснополянский сельсовет |
| 94 | Чубаровка               | деревня         | ↘18       | Покровский сельсовет      |
| 95 | Юдинка                  | деревня         | ↘84       | Стакановский сельсовет    |
| 96 | 1-е Бутырки             | деревня         | ↘50       | Стакановский сельсовет    |
| 97 | 1-я Знаменка            | деревня         | ↘11       | Михайловский сельсовет    |
| 98 | 2-е Бутырки             | деревня         | ↘14       | Русановский сельсовет     |
| 99 | 2-я Знаменка            | деревня         | ↘44       | Михайловский сельсовет    |

## Транспорт
Протяжённость автомобильных дорог в районе 186 км. Через район проходят пути Московской железной дороги линии «Киев—Курск—Воронеж», с этими крупными городами существует беспересадочное пассажирское сообщение. Железнодорожные станции: Черемисиново и Головинка.
Услуги по перевозке различных грузов — ОАО «Черемисиновская машинно-технологическая станция», там имеется около 20 грузовых автомобилей.

## Связь
- ЛТУ п. Черемисиново Горшеченского МЦТЭТ Курского филиала ОАО "Ростелеком"
- Районное отделение Федеральной почтовой связи с 18 филиалами в населённых пунктах района.

## Образование
На территории района расположен ряд образовательных учреждений (в том числе 20 общеобразовательных школ, из них средних — 9, основных общеобразовательных — 4):
- Областное государственное общеобразовательные учреждения:
  1. Областное государственное общеобразовательное учреждение «Черемисиновская средняя общеобразовательная школа», п. Черемисиново[28];
  2. Областное государственное общеобразовательное учреждение «Краснополянская средняя общеобразовательная школа», п. Черемисиново[29];

а также ряд муниципальных образовательных учреждений:
- Муниципальные дошкольные образовательные учреждения:
  1. «Черемисиновский детский сад комбинированного вида „Солнышко“», п. Черемисиново;
  2. «Михайловский детский сад», с. Михайловка;
  3. «Покровский детский сад», д. Сельский Рогачик;
- Муниципальные общеобразовательные школы:
  - Начальные общеобразовательные школы
    1. «Никитская начальная общеобразовательная школа», д. Никитское;
    2. «Чернянская начальная общеобразовательная школа», д. Ефремовка;
    3. «Юдинская начальная общеобразовательная школа», д. Юдинка (закрыта);
    4. «Старосавинская начальная общеобразовательная школа», д. Старые Савины;
    5. «Петровская начальная общеобразовательная школа», с. Петрово-Хутарь;
    6. «Карандаковская начальная общеобразовательная школа», д. Огневка;

  - Основные общеобразовательные школы
    1. «Липовская основная общеобразовательная школа», д. Бобровка;
    2. «Ниженская основная общеобразовательная школа», д. Ниженка;
    3. «Исаковская основная общеобразовательная школа», с. Исаково (закрыта);
    4. «Нижнеольховатская основная общеобразовательная школа», с. Нижнеольховатское;
- Муниципальное образовательное учреждение дополнительного образования детей:
  1. «Дом детского творчества», п. Черемисиново.

## Здравоохранение
В районе есть 3 лечебно-профилактических учреждения: Центральная районная больница, Покровская участковая больница с палатой сестринского ухода, Стакановская врачебная амбулатория, а также 19 фельдшерско-акушерских пунктов. Функционирует центр государственного санитарно — эпидемиологического надзора.

## Культура
В районе 21 клубное учреждение. В Черемисиново расположен Дворец культуры и кинотеатр.
Библиотеки:
1. ОГУК «Черемисиновская центральная библиотека», п. Черемисиново, ул. Мира;
2. Черемисиновская центральная детская библиотека-филиал, п. Черемисиново, ул. Первомайская;
3. Исаковская сельская библиотека-филиал № 2, д. Исаково;
4. Краснополянская сельская библиотека-филиал № 3, д. Малыхинка;
5. Липовская сельская библиотека-филиал № 4, с. Липовское;
6. Михайловская сельская библиотека-филиал № 5, д. Михайловка;
7. Ниженская сельская библиотека-филиал № 6, д. Ниженка;
8. Никитская сельская библиотека-филиал № 7, д. Никитское;
9. Нижнеольховатская сельская библиотека-филиал № 8, с. Нижнеольховатское
10. Новосавиновская сельская библиотека-филиал № 9, с. Новые Савины;
11. Петровская сельская библиотека-филиал № 10, с. Петрово-Хутарь;
12. Покровская сельская библиотека-филиал № 11, д. Сельский Рогачик;
13. Русановская сельская библиотека-филиал № 12, с. Русаново;
14. Стакановская сельская библиотека-филиал № 13, с. Стаканово;
15. Старосавинская сельская библиотека-филиал № 14, д. Исаково;
16. Толстоколодезская сельская библиотека-филиал № 15, с. Толстый Колодезь;
17. Удеревская сельская библиотека-филиал № 16, с. Удерево;
18. Чернянская сельская библиотека-филиал № 17, д. Ефремовка;

## Достопримечательности
В Черемисиново есть краеведческий музей. В селе Стаканово памятник архитектуры XX века — каменная церковь (1910—1914) иконы Божьей Матери Владимирской. Церковь выстроена в память героя Русско-Японской войны, уроженца здешних мест — лейтенанта А. С. Сергеева. Неподалёку от села Чернянка на месте «мифической победы курян в 1709 году над ногайской ордой» установлен памятник работы скульптора В. М. Клыкова. Также на территории района находятся ряд памятников истории: братские могилы, места массовых расстрелов гражданского населения. Памятниками археологии — курганы, датированные III—II тыс. до нашей эры. Архитектурные памятники — здания земских школ конца XIX — начала XX веков, здание церковно-приходской школы (1911—1912 гг.).

## Люди, связанные с районом
- Душкин, Василий Петрович (1925—1946) — полный кавалер ордена Славы, родился в селе Исаково[34].
- Крыгина, Надежда Евгеньевна — певица, исполнительница русских народных песен, заслуженная артистка России, родом из деревни Петрищево.

## Достопримечательности

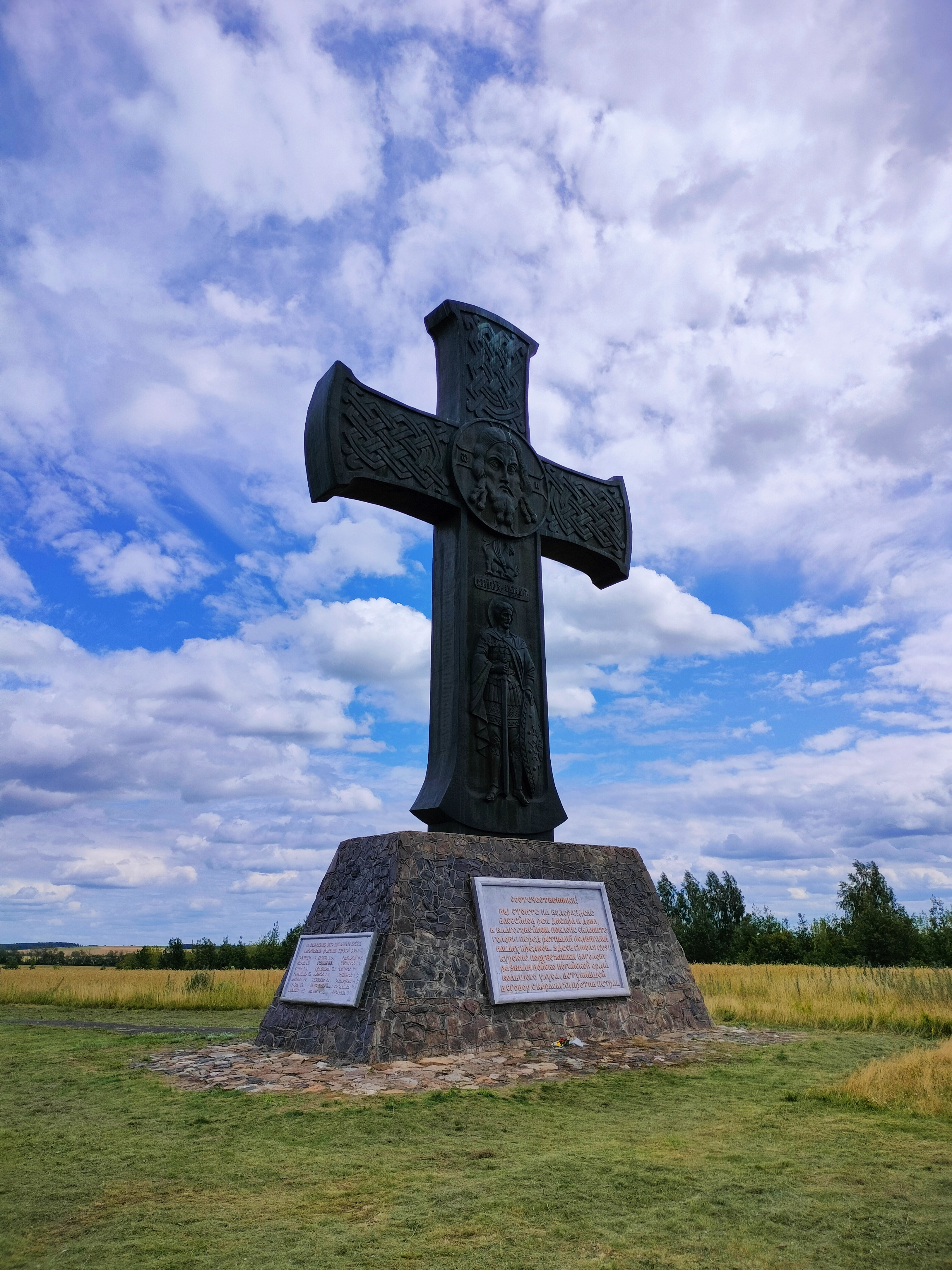
Поклонный крест с. Чернянка Черемисиновского района
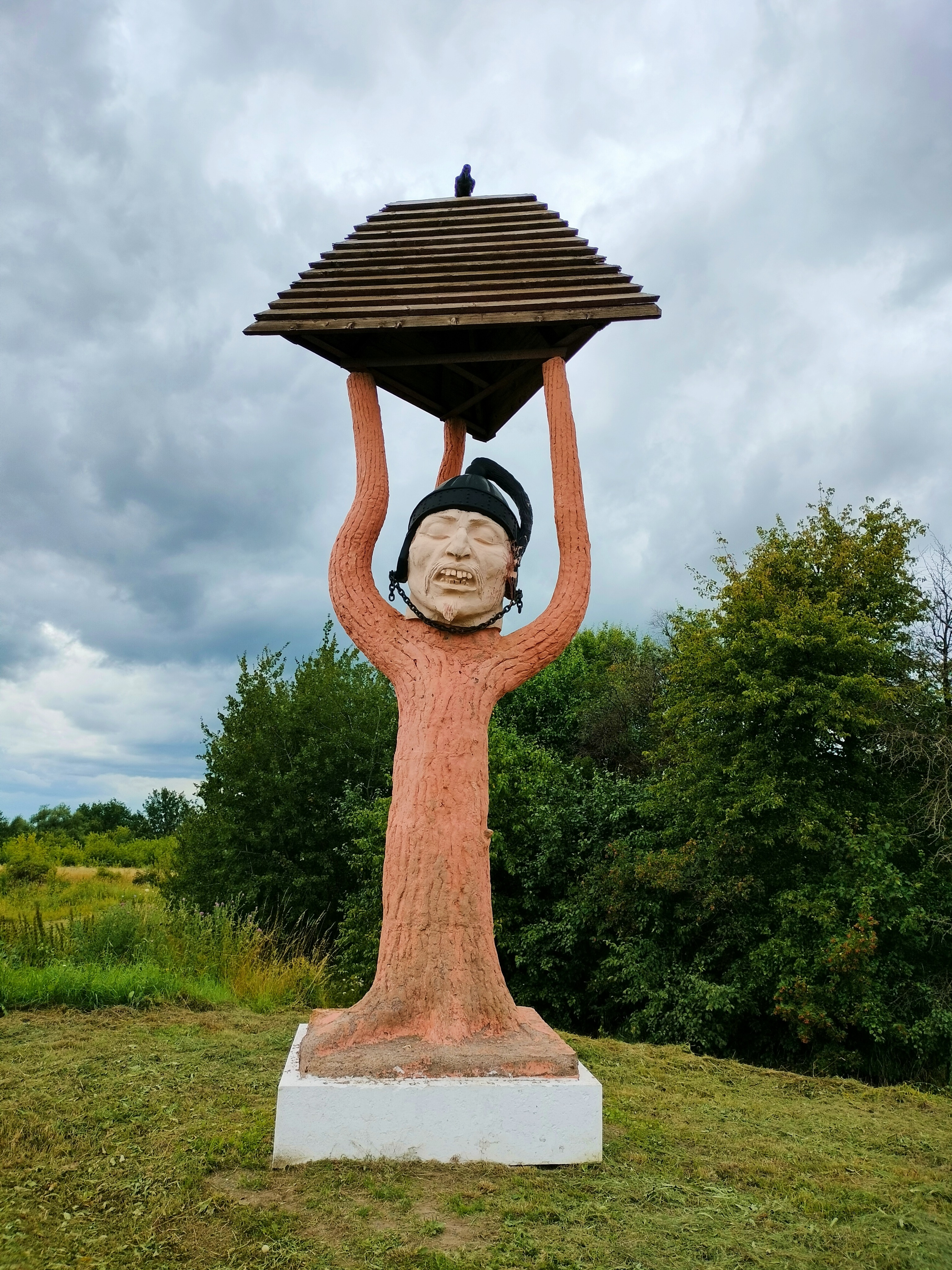
Монумент "Голова ногайца" в с. Чернянка
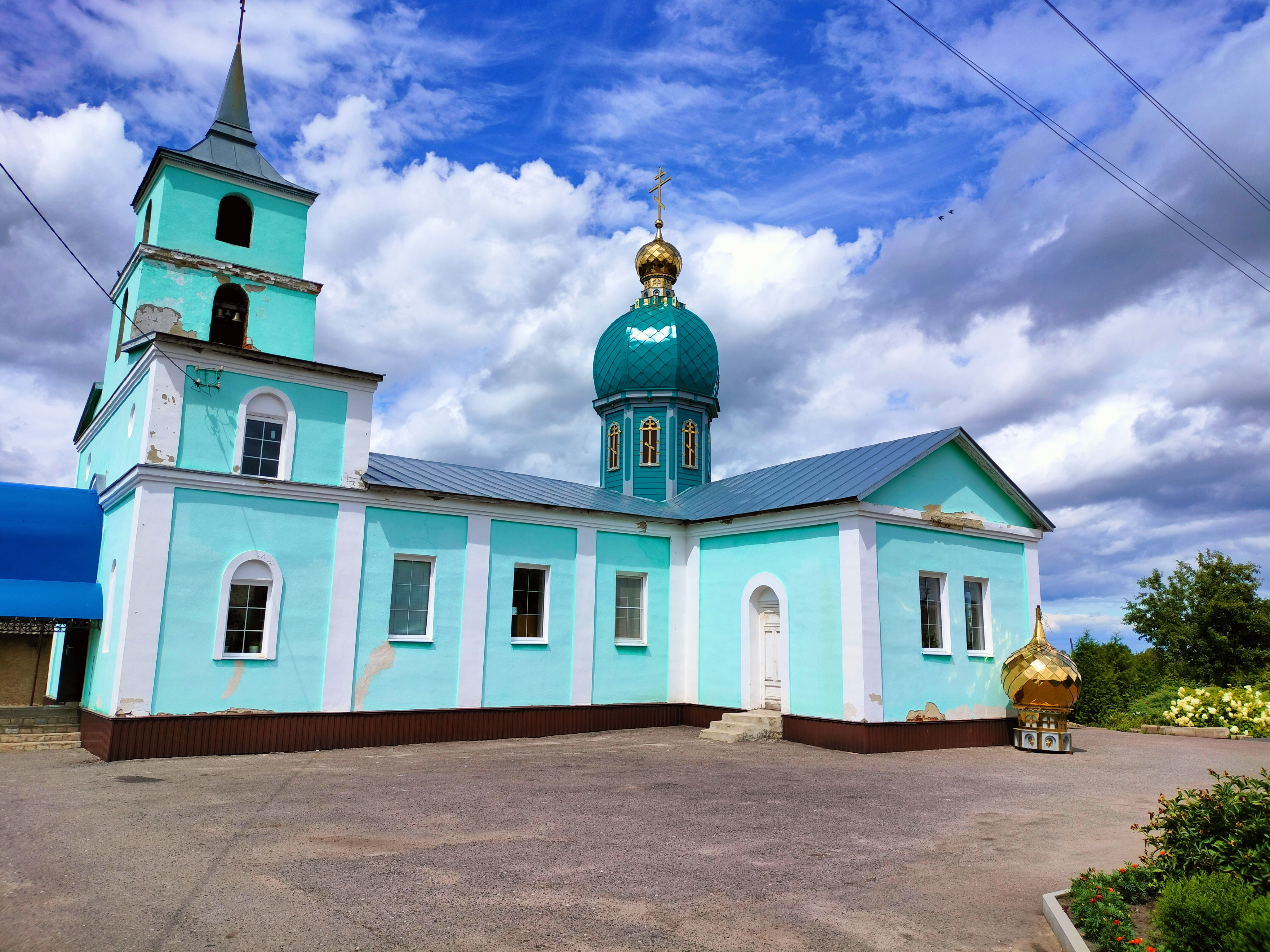
Церковь Сошествия Святого Духа в пгт Черемисиново
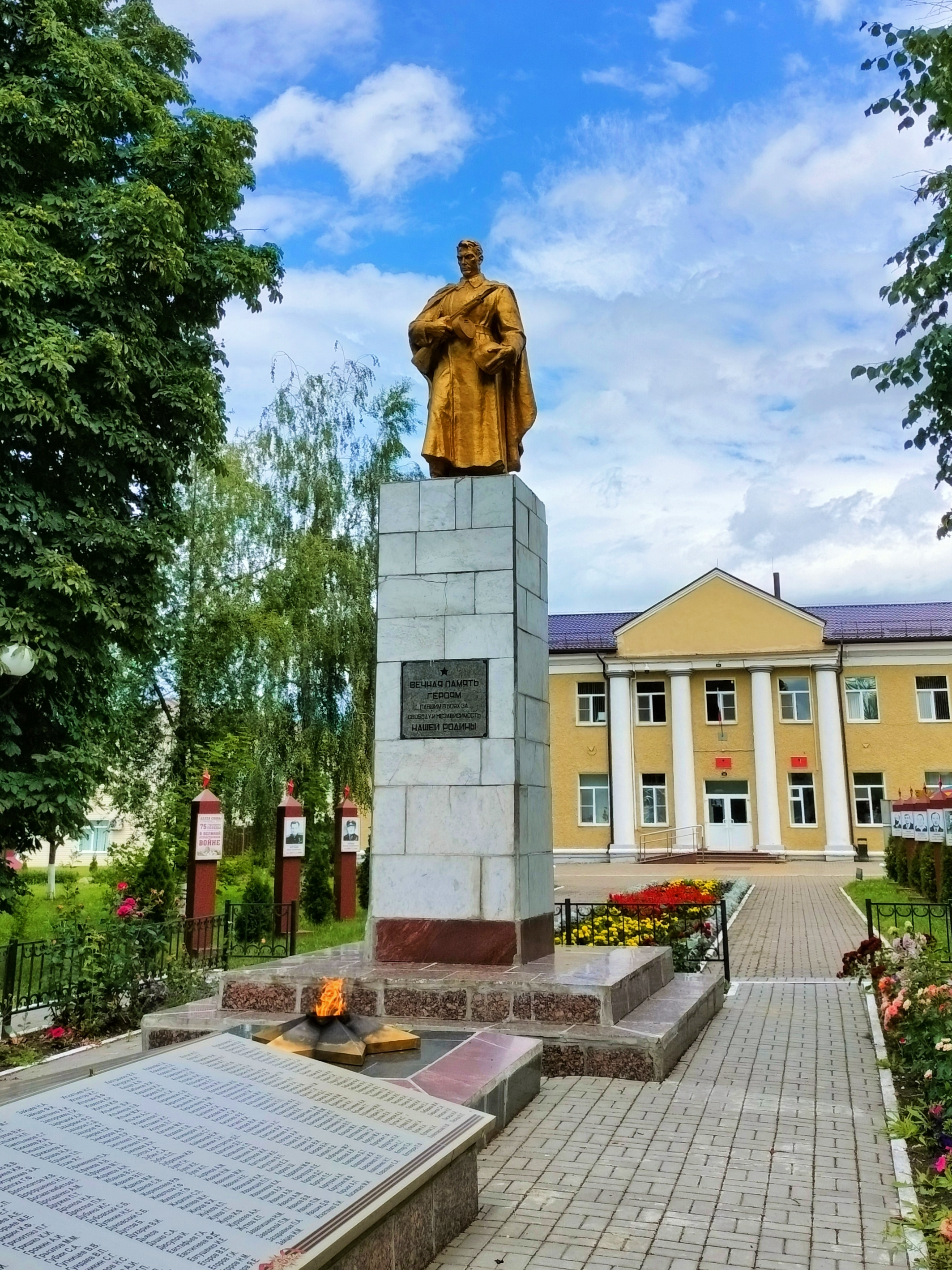
Памятник воинам, павшим в боях за свободу и независимость Родины

ОКУ "Черемисиновский Центр Соцпомощи Семье и Детям "Содействие". 